# Parafia św. Mikołaja i św. Małgorzaty w Jedlni
Parafia św. Mikołaja biskupa i św. Małgorzaty męczenniczki w Jedlni – rzymskokatolicka parafia należąca do dekanatu pionkowskiego w diecezji radomskiej.

## Historia
Jedlnia stanowiła miejsce częstego pobytu Jagiellonów i innych królów. Ludność została uwolniona w 1387 od wszystkich świadczeń poza obowiązkiem służby myśliwskiej dla króla. Władysław II Jagiełło w 1430 ułożył tu statuty zwane Jedlińskimi, które zostały zatwierdzone w Krakowie w 1433. Kościół pierwotny drewniany pw. św. Mikołaja i św. Małgorzaty, z fundacji prawdopodobnie Władysława Jagiełły, powstał w latach 1387–1391 i wtedy też erygowano parafię. Obecny kościół według projektu Jana Kantego Fontany, z fundacji króla Stanisława Augusta Poniatowskiego, powstał w latach 1790–1792. Zewnętrzna część była kończona w latach 1818–1819 przez arch. Jakuba Kubickiego, a wewnętrzna w 1834. Pierwotnie był klasycystyczny na planie krzyża greckiego, kryty kopułą. Przebudowany został zupełnie według projektu arch. Stefana Szyllera w latach 1898–1901. Konsekrował go w 1903 bp Stefan Zwierowicz. W latach 2009–2010 staraniem proboszcza parafii ks. Janusza Smerdy przeprowadzono gruntowne prace konserwatorskie kościoła w Jedlni. Jest budowlą w stylu neorenesansowym, trójnawową, bazylikową, wzniesioną z czerwonej cegły.

## Proboszczowie
- do 1946 – ks. Czesław Bociański
- 1947–1958 – ks. Jan Śpiewankiewicz
- 1958–1978 – ks. Józef Smulczyński
- 1978–2000 – ks. kan. Marian Jaskólski
- 2000–2006 – ks. kan. Stanisław Celej
- 2006–nadal – ks. kan. Janusz Smerda

## Grupy parafialne
- Ministranci
- Schola
- Domowy Kościół
- Koło Żywego Różańca
- Stowarzyszenie Jedlnia
- KSM
- Harcerze
- Caritas parafialna
- Orkiestra Dęta
- Zespół Królewskie Źródła

## Kościół
- Kościół św. Mikołaja i św. Małgorzaty w Jedlni

## Zasięg parafii
Do parafii należą wierni z następujących miejscowości: Adolfin, Brzezinki, Brzeziny, Dąbrowa Kozłowska, Huta, Jaroszki, Jaśce, Jedlnia, Jedlnia-Kolonia, Karpówka, Kieszek, Poświętne, Sokoły, Stoki, Zadobrze, Żdżary.